# CA 메트로폴리타누
클루비 아틀레치쿠 메트로폴리타누(포르투갈어: Clube Atlético Metropolitano)는 브라질의 축구단으로 산타카타리나주의 블루메나우를 연고로 한다. 2017년 현재 브라질 축구 4부 리그 캄페오나투 브라질레이루 세리이 D에 참가하고 있다.

## 대회 경력
- FC 루스테나우 07 100주년 토너먼트
  - 우승 (1) : 2007
- 코파 산타카타리나
  - 준우승 (1) : 2009

## 선수 명단

### 현역
참고: FIFA 자격 규정에 따라 소속된 국가대표팀 국기를 표시합니다. 선수는 복수의 FIFA 비회원국 국적을 가지고 있을 수 있습니다.
| 번호 | 포지션 | 국적 | 이름 |
| ---- | ------ | ---- | ---- |

| 번호 | 포지션 | 국적 | 이름              |
| ---- | ------ | ---- | ----------------- |
| -    | FW     |      | 마리아노 트리포디 |